# 魏尔明斯特
魏尔明斯特（德語：Weilmünster）是德国黑森州的一个市镇。总面积77.42平方公里，总人口8920人，其中男性4377人，女性4543人（2011年12月31日），人口密度115人/平方公里。